# Filosofia da Ciência (livro)
Filosofia da Ciência: introdução ao jogo e suas regras é um livro escrito pelo escritor brasileiro Rubem Alves. Publicado pela editora Brasiliense em 1981, foi republicado pela Ars Poetica em 1996 e pela Loyola a partir de 2000.

## Temas abordados
O livro consiste em definir o senso comum e a ciência demarcando a origem e os pensamentos responsáveis pela organização do conhecimento. Rubem Alves propôs problemas do cotidiano do senso comum para inferir que a ciência é o senso comum refinado e disciplinado. Por meio desses exemplos, que ilustravam os obstáculos para os cientistas, o autor expôs as maneiras com que a ciência busca uma ordem.
A principal comparação realizada por Rubem Alves entre o senso comum e a ciência é que ambos só pensam em tentam definir uma ordem quando há algo problemático. Para Rubem só faz ciência aquele que é capaz de criar um problema e se dispor a resolvê-lo, pois é assim que ocorre o conhecimento. No livro, Rubem Alves também expôs os meios de alcançar a solução dos problemas, que segundo ele, ocorre no inverso da ação, ou seja, no ato de pensar.

## Recepção
Julio Fontana traz uma resenha de cada capítulo do livro, concluindo que o autor não fala de uma maneira academicista, o que pode tornar o texto confuso e portanto não adotado em cursos de filosofia da ciência, mas que ainda sim deve ser apreciado. Cita Afonso M. L. Soares, que diz que a crítica de Rubem Alves é, na realidade, ao cientificismo, a crença de que as ciências exatas são a única base possível para uma filosofia humana.
Francisco Roberto Caporal elogia a linguagem acessível da obra, destacando a desmistificação da figura do cientista, e a crítica à visão da neutralidade da ciência. Indica a leitura para todos, incluindo as "pessoas comuns", de fora da academia, para que possam aprender mais sobre a ciência em si, e também para alunos de ensino superior, mestrado e doutorado, para construir uma base de conhecimento sobre filosofia da ciência.